# VR Bank Metropolregion Nürnberg
Die VR Bank Metropolregion Nürnberg eG ist eine Genossenschaftsbank mit Sitz in Neustadt a.d.Aisch, Bayern. Die Bank entstand im Jahre 2021 aus der Fusion der VR-Bank Erlangen-Höchstadt-Herzogenaurach eG mit der Volksbank Raiffeisenbank Nürnberg eG und der VR meine Bank eG. Im Juli 2025 erfolgte die Umbenennung in VR TeilhaberBank Metropolregion Nürnberg eG.
Die VR Bank Metropolregion Nürnberg eG betreibt als VR-Bank das Universalbankgeschäft. Die Bank ist der Sicherungseinrichtung des Bundesverbandes der Deutschen Volksbanken und Raiffeisenbanken (BVR) angeschlossen.
Im Verbundgeschäft arbeitet die VR Bank Metropolregion Nürnberg eG mit der R+V Versicherung, der Bausparkasse Schwäbisch Hall, der Union Investment, der DZ-Bank, der DZ Privatbank; der Münchener Hypothekenbank, der Deutschen Genossenschafts-Hypothekenbank, der VR-Leasing, und EasyCredit bzw. der Teambank zusammen.